# 岡山市立福田中学校
岡山市立福田中学校（おかやましりつ ふくだちゅうがっこう）は、岡山県岡山市南区山田にある公立中学校。

## 沿革
- 1947年（昭和22年）：岡山県都窪郡妹尾町福田村組合立妹尾中学校設立。
- 1948年（昭和23年）：福田村立福田中学校として開校。
- 1971年（昭和46年）：合併により岡山市立福田中学校と改称する。
- 1980年（昭和55年）：新校舎へ全面移転する。

## 部活動
- 卓球部
- 野球部
- ソフトテニス部
- バレーボール部
- バスケットボール部
- 剣道部
- バドミントン部
- 吹奏楽部
- 美術部
- 報道部

## 著名な学校関係者

### 出身者
- 石川康晴 - 実業家
- 上田剛史 - 東京ヤクルトスワローズ
- 山下恭平 - バドミントン日本代表